# Glanford Park
Il Glanford Park è uno stadio di calcio situato a Scunthorpe, North Lincolnshire, Inghilterra ed è la sede attuale del club di Football League Championship Scunthorpe United F.C.. È lo stadio più piccolo per capacità nella Football League Championship 2009-2010. Il Glanford Park fu aperto nel 1988 per un costo di costruzione di £ 2,5 milioni e per un totale di 9.088 posti.

## Storia
Lo Scunthorpe inizialmente giocava all'Old Showground, che si trovava verso il centro della città, sulla Doncaster Street. Dopo che la squadra si trasferì, l'Old Showground fu demolito e sostituito da un supermercato, che è stato successivamente venduto nel 2004.
Il Glanford Park è situato nella periferia di Scunthorpe, vicino all'autostrada M181. Il nome Glanford Park deriva dal suo finanziamento da parte della allora consiglio di Glanford, prima che il North Lincolnshire diventasse un'entità autonoma. Quando fu completato, fu il primo nuovo stadio costruito in Inghilterra da 43 anni e fu inaugurato da Margaret Thatcher.